# ویلیام فریمن ویلس
ویلیام فریمن ویلس (به انگلیسی: William Freeman Vilas) سناتور سابق عضو حزب دموکرات ایالات متحده آمریکا بود. وی در سال ۱۸۹۱ تا ۱۸۹۷ میلادی سناتور ایالت ویسکانسین در سنای ایالات متحده آمریکا بود.